# Kinzl Crests
Die Kinzl Crests sind drei bis zu 2135 m (laut britischer Angaben 1860 m) hohe Berge an der Loubet-Küste des Grahamlands auf der Antarktischen Halbinsel. Sie ragen 5 km östlich der Salmon Cove und des Lallemand-Fjords auf.
Luftaufnahmen der Falkland Islands and Dependencies Aerial Survey Expedition (1956–1957) dienten ihrer Kartierung. Das UK Antarctic Place-Names Committee benannte sie 1960 nach dem österreichischen Geographen und Gebirgsforscher Hans Kinzl (1898–1979).